# کنت مکورد
کنت مکورد (انگلیسی: Kent McCord؛ زادهٔ ۲۶ سپتامبر ۱۹۴۲) یک هنرپیشه اهل ایالات متحده آمریکا است. وی بین سال‌های ۱۹۶۴ تا ۲۰۰۵ میلادی فعالیت می‌کرد.